# Lokowanie produktu
Lokowanie produktu (ang. product placement) – jedno z narzędzi marketingowych służące promocji produktów i usług. Polega na nawiązywaniu do produktu w środku przekazu w taki sposób, żeby przemawiał on do podświadomości odbiorcy i zachęcał go do używania bez przekazywania oczywistej i otwartej reklamy.
Technika używana jest też w przekazach telewizyjnych, wideo, książkach, przedstawieniach teatralnych, grach komputerowych itp. Taka forma promocji odbywa się poprzez:
- pokazywanie wyrobów lub ich znaków towarowych w wybranych scenach filmu (np. bohater leci samolotem British Airways – odbiorca ma skojarzyć logo linii lotniczej jako wartościowego usługodawcy, widniejący bilbord w ujęciu miasta);
- używanie lub konsumowanie produktów przez bohaterów (np. bohater pali Marlboro – odbiorca ma skojarzyć bohatera z konkretną marką papierosów, używa konkretnej marki odtwarzacza mp3, telefonu komórkowego), słucha pewną stację radiową w samochodzie;
- rozmowa o produkcie (np. często spotykane pytanie o rodzaj używanych perfum przez bohatera albo rozmowa o konkretnej marce samochodów);
- pokazywanie znaku towarowego jako tła innych wydarzeń (np. wśród wyborców witających polityka jest osoba ubrana w kurtkę kojarząca się z konkretną marką, ujęcie, gdzie widać sklep odpowiedniej sieci);
- namówienie aktorów, aby poza planem używali produktów konkretnych marek.

Historia tej techniki propagandy sięga lat dwudziestych, kiedy w Stanach Zjednoczonych nastąpił wzrost liczby stacji radiowych. Wykorzystali to producenci różnych marek, opłacając nadawców w zamian za pomoc w reklamie swoich produktów i usług.
Największe nadużycia popełniali amerykańscy producenci papierosów. Wiadomości z frontu wojny w czasie II wojny światowej zawierały zapewnienia, że „nasi żołnierze palą papierosy marki Camel”.
Rozwój telewizji w USA spowodował przerzucenie tej techniki na nowe medium. W latach pięćdziesiątych i sześćdziesiątych opłacanie producentów telewizyjnych było na porządku dziennym i trudno było rozróżnić otwartą reklamę (czyli oznaczoną) od „product placement”. Kwestia tej techniki propagandy nie była uregulowana prawnie.
Kolejnym etapem rozwoju techniki był zakaz telewizyjnej reklamy wyrobów tytoniowych wprowadzony w USA od Nowego Roku 1971. Przyciśnięci zakazami producenci papierosów zwrócili swoje oczy na Hollywood i zaczęli masowo opłacać producentów filmowych.
Technika ta zdobywa coraz większe znaczenie w produkcji filmów – głównie jako ważny element jego finansowania (również w Polsce).
Różnica między kryptoreklamą a lokowaniem produktu jest dość niejasna. Kryptoreklama rzadko jest robiona za zgodą wydawcy czy producenta.

## Lokowanie produktu w polskim prawie
Nowelizacja ustawy o radiofonii i telewizji w 2011 r. (Dz.U. z 2011 r. nr 85, poz. 459) zgodnie z dyrektywą Unii Europejskiej 2010/13/UE wprowadziła do polskiego prawa pojęcia „lokowanie produktu” oraz „lokowanie tematu”:

Lokowaniem produktu jest przekaz handlowy polegający na przedstawieniu lub nawiązywaniu do towaru, usługi lub ich znaku towarowego w taki sposób, że stanowią one element samej audycji w zamian za opłatę lub podobne wynagrodzenie, a także w postaci nieodpłatnego udostępnienia towaru lub usługi.

Lokowaniem tematu jest przekaz handlowy, polegający na nawiązywaniu do towaru, usługi lub ich znaku towarowego w scenariuszu lub liście dialogowej audycji w zamian za opłatę lub podobne wynagrodzenie.

Obecnie w Polsce zabronione jest lokowanie tematu. Natomiast lokowanie produktu dozwolone jest nie tylko w filmach, serialach, w audycjach sportowych oraz audycjach rozrywkowych z wyjątkiem audycji dla dzieci, ale też w szkołach, warsztatach terapii zajęciowej, środowiskowych domów samopomocy oraz instytucjach kulturalnych. Audycje te powinny być w odpowiedni sposób oznaczone. Zabronione jest nadmierne eksponowanie danego produktu oraz bezpośrednie zachęcanie do nabycia produktu. Nadawcy mają obowiązek ewidencjonowania audycji, w których zastosowano lokowanie produktu.